# Altona, Västerås kommun
Altona är en bebyggelse i Västerås-Barkarö socken i Västerås kommun. Från 2020 till 2023 avgränsade SCB här en småort.